# Liste von 4X-Spielen
Diese Liste enthält bekannte 4X-Spiele (bestimmte Computer-Strategiespiele), geordnet nach dem Jahr der Markteinführung.

## Liste
| Jahr | Spiel                                                      | Entwickler                          | System                           |
| ---- | ---------------------------------------------------------- | ----------------------------------- | -------------------------------- |
| 1983 | Cosmic Balance II                                          | Strategic Simulations               | ATR, APPII                       |
| 1983 | Reach for the Stars                                        | Strategic Studies Group             | DOS, WIN, APPII, MAC, C64, AMI   |
| 1984 | Strategic Conquest                                         | Peter Merrill                       | APPII, MAC                       |
| 1984 | Imperium Galactum                                          | Strategic Simulations               | APPII, ATR, C64                  |
| 1984 | Incunabula                                                 | Avalon Hill                         | DOS                              |
| 1987 | Anacreon: Reconstruction 4021                              | Thinking Machine                    | DOS                              |
| 1987 | Xconq                                                      | Verschiedene Entwickler             | CROSS                            |
| 1987 | Strategic Conquest II                                      | Peter Merrill                       | APPII, MAC                       |
| 1989 | Warlords                                                   | Strategic Studies Group             | AMI, DOS                         |
| 1989 | Millennium 2.2                                             | Electric Dreams                     | AMI, DOS, ST                     |
| 1990 | Khalaan                                                    | Chip                                | AMI, ST, DOS                     |
| 1990 | Spaceward Ho!                                              | Delta Tao                           | MAC, WIN, AMI                    |
| 1990 | Centurion: Defender of Rome                                | Bits of Magic                       | DOS, AMI, SEGA                   |
| 1991 | Armada 2525                                                | Interstel                           | DOS                              |
| 1991 | Deuteros                                                   | Activision                          | AMI, ST                          |
| 1991 | Civilization                                               | MicroProse                          | DOS, WIN, MAC, AMI, ST, SNES     |
| 1992 | Pax Imperia                                                | Changeling Software                 | MAC                              |
| 1992 | VGA Planets                                                | Tim Wisseman                        | DOS                              |
| 1993 | Master of Orion                                            | Simtex                              | DOS, MAC                         |
| 1993 | Space Empires                                              | Malfador                            | WIN                              |
| 1993 | Warlords II                                                | Strategic Studies Group             | DOS                              |
| 1993 | Merchant Prince                                            | Holistic                            | DOS                              |
| 1993 | When Two Worlds War                                        | Impressions Games                   | AMI, DOS                         |
| 1994 | Sid Meier’s Colonization                                   | MicroProse                          | AMI, DOS, WIN, MAC               |
| 1994 | K240                                                       | Gremlin Graphics                    | AMI                              |
| 1994 | Reunion                                                    | Digital Reality                     | AMI, DOS                         |
| 1994 | Hammer of the Gods                                         | Holistic                            | DOS                              |
| 1994 | Lords of the Realm                                         | Impressions Games                   | WIN, AMI                         |
| 1994 | Master of Magic                                            | Simtex                              | DOS                              |
| 1995 | Machiavelli the Prince                                     | Holistic                            | DOS                              |
| 1995 | Age of Discovery                                           | Email Games                         | PBEM, WIN                        |
| 1995 | Ascendancy                                                 | The Logic Factory                   | DOS, WIN, IPAD (iOS)             |
| 1995 | Heroes of Might and Magic: A Strategic Quest               | New World Computing                 | DOS, WIN, MAC, GBC               |
| 1995 | Imperium                                                   | Email Games                         | PBEM, WIN                        |
| 1995 | Space Empires II                                           | Malfador                            | WIN                              |
| 1995 | Stars!                                                     | Jeff Johnson, Jeff McBride          | WIN                              |
| 1996 | Civilization II                                            | MicroProse                          | MAC, PS1, WIN                    |
| 1996 | Deadlock: Planetary Conquest                               | Accolade                            | MAC, WIN                         |
| 1996 | Destiny: World Domination from Stone Age to Space Age      | Interactive Magic                   | WIN                              |
| 1996 | Emperor of the Fading Suns                                 | Holistic                            | WIN                              |
| 1996 | Freeciv                                                    | Verschiedene Entwickler             | CROSS                            |
| 1996 | Heroes of Might and Magic II: The Succession Wars          | New World Computing                 | WIN, MAC, ROS, GBC               |
| 1996 | Lords of the Realm II                                      | Impressions Games                   | WIN, MAC                         |
| 1996 | Master of Orion II: Battle at Antares                      | Simtex                              | DOS, WIN, MAC                    |
| 1997 | Fragile Allegiance                                         | Gremlin Interactive                 | WIN9X, DOS                       |
| 1997 | Heroes of Might and Magic II: The Price of Loyalty         | New World Computing                 | WIN                              |
| 1997 | Imperialism                                                | Frog City                           | MAC, WIN                         |
| 1997 | Imperium Galactica                                         | Digital Reality                     | DOS                              |
| 1997 | Lords of Magic                                             | Impressions Games                   | WIN9X                            |
| 1997 | Pax Imperia: Die Sternenkolonie                            | Heliotrope                          | WIN, MAC                         |
| 1997 | Space Empires III                                          | Malfador                            | WIN                              |
| 1997 | The Tone Rebellion                                         | The Logic Factory                   | WIN                              |
| 1997 | Warlords III: Reign of Heroes                              | Strategic Studies Group             | WIN                              |
| 1998 | Lords of Magic: Legends of Urak                            | Impressions Games                   | WIN9X                            |
| 1998 | Sid Meier’s Alpha Centauri                                 | Firaxis Games                       | WIN, LIN, MAC                    |
| 1998 | Star Wars: Rebellion                                       | Coolhand                            | WIN                              |
| 1998 | Warlords III: Darklords Rising                             | Strategic Studies Group             | WIN                              |
| 1999 | Age of Wonders                                             | Triumph                             | WIN                              |
| 1999 | Civilization II: Test of Time                              | MicroProse                          | WIN                              |
| 1999 | Civilization: Call to Power                                | Activision                          | BEOS, LIN, MAC, WIN              |
| 1999 | Disciples: Sacred Lands                                    | Strategy First                      | WIN                              |
| 1999 | Heroes of Might and Magic III: Armageddon’s Blade          | New World Computing                 | WIN, MAC                         |
| 1999 | Heroes of Might and Magic III: The Restoration of Erathia  | New World Computing                 | DC, LIN, MAC, WIN                |
| 1999 | Imperialism II: Age of Exploration                         | Frog City                           | OSX, WIN                         |
| 1999 | Malkari                                                    | Imagic                              | WIN                              |
| 1999 | Sid Meier’s Alien Crossfire                                | Firaxis Games                       | WIN, LIN, MAC                    |
| 1999 | Star Trek: The Next Generation – Birth of the Federation   | MicroProse                          | WIN                              |
| 2000 | Call to Power II                                           | Activision                          | WIN                              |
| 2000 | Heroes of Might and Magic III: The Shadow of Death         | New World Computing                 | WIN, MAC                         |
| 2000 | Imperium Galactica II: Alliances                           | Digital Reality                     | WIN                              |
| 2000 | Shogun: Total War                                          | Creative Assembly                   | WIN                              |
| 2000 | Space Empires IV                                           | Malfador                            | WIN                              |
| 2000 | Theocracy                                                  | Philos                              | WIN, LIN                         |
| 2001 | Civilization III                                           | Firaxis Games                       | WIN, MAC                         |
| 2001 | Heroes of Might and Magic: Quest for the Dragon Bone Staff | New World Computing                 | PS2                              |
| 2001 | Merchant Prince II                                         | Holistic                            | WIN                              |
| 2002 | Age of Wonders II: Der Zirkel der Zauberer                 | Triumph                             | WIN                              |
| 2002 | Starships Unlimited                                        | Apezone                             | WIN                              |
| 2002 | Civilization III: Play the World                           | Firaxis Games                       | WIN                              |
| 2002 | Disciples II: Dark Prophecy                                | Strategy First                      | WIN                              |
| 2002 | Empire Earth: The Art of Conquest                          | Mad Doc Software                    | WIN                              |
| 2002 | Haegemonia: Legions of Iron                                | Digital Reality                     | WIN                              |
| 2002 | Heroes of Might and Magic IV: The Gathering Storm          | New World Computing                 | WIN                              |
| 2002 | Heroes of Might and Magic IV                               | New World Computing                 | WIN                              |
| 2002 | Medieval: Total War                                        | Creative Assembly                   | WIN                              |
| 2003 | Age of Wonders: Shadow Magic                               | Triumph                             | WIN                              |
| 2003 | Civilization III: Conquests                                | BreakAway, Firaxis Games            | WIN                              |
| 2003 | FreeCol                                                    | Verschiedene Entwickler             | WIN, OSX, LIN                    |
| 2003 | Disciples II: Guardians of the Light                       | Strategy First                      | WIN                              |
| 2003 | Disciples II: Rise of the Elves                            | Strategy First                      | WIN                              |
| 2003 | Disciples II: Servants of the Dark                         | Strategy First                      | WIN                              |
| 2003 | Galactic Civilizations                                     | Stardock                            | WIN                              |
| 2003 | Haegemonia: The Solon Heritage                             | Digital Reality                     | WIN                              |
| 2003 | Heroes of Might and Magic IV: The Winds of War             | New World Computing                 | WIN                              |
| 2003 | Master of Orion III                                        | Quicksilver Software                | WIN, OSX                         |
| 2003 | Medieval: Total War: Viking Invasion                       | Creative Assembly                   | WIN                              |
| 2003 | Space Merchants: Conquerors                                | Playito                             | WIN                              |
| 2003 | Warlords IV: Heroes of Etheria                             | Infinite                            | WIN                              |
| 2004 | Anacreon: Imperial Conquest in the Far Future              | George Moromisato                   | WIN                              |
| 2004 | Aurora                                                     | Steve Walmsley                      | WIN                              |
| 2004 | Empire Deluxe Enhanced Edition                             | Killer Bee Software                 | WIN                              |
| 2004 | Galactic Civilizations: Altarian Prophecy                  | Stardock                            | WIN                              |
| 2004 | Lords of the Realm III                                     | Impressions Games                   | WIN                              |
| 2004 | Rome: Total War                                            | Creative Assembly                   | WIN, OSX                         |
| 2004 | Strength & Honour                                          | Magitech                            | WIN                              |
| 2004 | FreeOrion                                                  | Verschiedene Entwickler             | LIN                              |
| 2005 | Sid Meier’s Civilization IV                                | Firaxis Games                       | WINNT, OSX                       |
| 2005 | Rome: Total War: Barbarian Invasion                        | Creative Assembly                   | WIN                              |
| 2006 | C-evo                                                      | Steffen Gerlach                     | WIN                              |
| 2006 | Civilization IV: Warlords                                  | Firaxis Games                       | WIN, OSX                         |
| 2006 | Galactic Civilizations 2: Dread Lords                      | Stardock                            | WIN                              |
| 2006 | Heroes of Might and Magic V: Hammers of Fate               | Nival Interactive                   | WIN                              |
| 2006 | Heroes of Might and Magic V                                | Nival Interactive                   | WIN, OSX                         |
| 2006 | Medieval 2: Total War                                      | Creative Assembly                   | WIN                              |
| 2006 | Rome: Total War: Alexander                                 | Creative Assembly                   | WIN                              |
| 2006 | Space Empires V                                            | Malfador                            | WIN                              |
| 2006 | Sword of the Stars                                         | Kerberos                            | WINNT                            |
| 2006 | Dominions 3: The Awakening                                 | Illwinter Game Design               | WIN, OSX, LIN                    |
| 2007 | Sword of the Stars: Born of Blood                          | Kerberos                            | WINNT                            |
| 2007 | Civilization IV: Beyond the Sword                          | Firaxis Games                       | WIN                              |
| 2007 | Galactic Civilizations II: Dark Avatar                     | Stardock                            | WIN                              |
| 2007 | Heroes of Might and Magic V: Tribes of the East            | Nival Interactive                   | WIN                              |
| 2007 | Medieval 2: Total War: Kingdoms                            | Creative Assembly                   | WIN                              |
| 2007 | Lost Empire                                                | Pollux Gamelabs                     | WIN                              |
| 2008 | Galactic Civilizations II: Twilight of the Arnor           | Stardock                            | WIN                              |
| 2008 | Lost Empire: Immortals                                     | Pollux Gamelabs                     | WIN                              |
| 2008 | Sins of a Solar Empire                                     | Ironclad                            | WIN                              |
| 2008 | Civilization Revolution                                    | Firaxis Games                       | PS3, DS, X360                    |
| 2008 | Civilization IV: Colonization                              | Firaxis Games                       | WIN                              |
| 2008 | Shattered Suns                                             | Clear Crown                         | PC                               |
| 2008 | Sins of a Solar Empire: Entrenchment                       | Ironclad                            | WIN                              |
| 2008 | Sword of the Stars: A Murder of Crows                      | Kerberos                            | WINNT                            |
| 2009 | Empire: Total War                                          | Creative Assembly                   | WIN                              |
| 2009 | Disciples III: Renaissance                                 | Akella                              | WIN                              |
| 2009 | Sword of the Stars: Argos Naval Yard                       | Kerberos                            | WINNT                            |
| 2009 | Mayhem Intergalactic                                       | Inventive Dingo                     | WIN                              |
| 2009 | AI War: Fleet Command                                      | Arcen Games                         | WIN                              |
| 2010 | Civilization V                                             | Firaxis Games                       | WIN, OSX, LIN                    |
| 2010 | Sins of a Solar Empire: Diplomacy                          | Ironclad                            | WIN                              |
| 2010 | Conquest: Divide and Conquer                               | Proxy Studios                       | WIN, OSX, LIN                    |
| 2010 | Elemental: War of Magic                                    | Stardock                            | WIN                              |
| 2010 | Distant Worlds                                             | Code Force                          | WIN                              |
| 2010 | Star Ruler                                                 | Blind Mind Studios                  | WIN                              |
| 2010 | Napoleon: Total War                                        | Creative Assembly                   | Win                              |
| 2010 | Distant Stars (Computerspiel)                              | Expat Games                         | iPad                             |
| 2010 | Neptune’s Pride                                            | Iron Helmet Games                   | WEB                              |
| 2010 | Armada 2526                                                | Ntronium Games                      | WIN                              |
| 2011 | Total War: Shogun 2                                        | Creative Assembly                   | Win                              |
| 2011 | Sword of the Stars II: The Lords of Winter                 | Kerberos                            | WINNT                            |
| 2011 | Illyriad                                                   | Illyriad                            | BROW                             |
| 2011 | Might & Magic: Heroes VI                                   | BlackHole                           | WIN                              |
| 2012 | Warlock: Master of the Arcane                              | 1C:Ino-Co Plus                      | WIN                              |
| 2012 | Endless Space                                              | Amplitude Studios                   | WIN, OSX                         |
| 2012 | Civilization V: Gods & Kings                               | Firaxis Games                       | WIN, OSX, LIN                    |
| 2012 | Sins of a Solar Empire: Rebellion                          | Ironclad                            | WIN                              |
| 2012 | Legends of Pegasus                                         | Novacore Studios                    | WIN                              |
| 2012 | Elemental: Fallen Enchantress                              | Stardock                            | WIN                              |
| 2013 | StarDrive                                                  | Zer0sum Games                       | WIN                              |
| 2013 | Lords of the Black Sun                                     | Arkavi Studios                      | WIN                              |
| 2013 | Civilization V: Brave New World                            | Firaxis Games                       | WIN, OSX, LIN                    |
| 2013 | Pandora: First Contact                                     | Proxy Studios                       | WIN, OSX, LIN                    |
| 2013 | Dominions 4: Thrones of Ascension                          | Illwinter Game Design               | WIN, OSX, LIN                    |
| 2013 | Fallen Enchantress: Legendary Heroes                       | Stardock                            | WIN, OSX, LIN                    |
| 2013 | Eador: Masters of the Broken World                         | Snowbird Games                      | WIN                              |
| 2014 | Horizon                                                    | L3O                                 | WIN                              |
| 2014 | Age of Wonders III                                         | Triumph                             | WIN                              |
| 2014 | Sid Meier’s Civilization: Beyond Earth                     | Firaxis Games                       | WIN, LIN                         |
| 2014 | Endless Legend                                             | Amplitude                           | WIN, OSX                         |
| 2014 | Star Ruler 2                                               | Blind Mind Studios                  | WIN, OSX, LIN                    |
| 2014 | Warlock II: The Exiled                                     | 1C:Ino-Co Plus                      | WIN                              |
| 2014 | Sorcerer King                                              | Stardock Entertainment              | WIN                              |
| 2014 | Distant Worlds: Universe                                   | Code Force                          | WIN                              |
| 2014 | Star Traders: 4X Empires                                   | Trese Brothers                      | WIN                              |
| 2014 | The Last Federation                                        | Arcen Games                         | WIN                              |
| 2014 | Golden Age of Civilizations                                | GACIVS                              | MULTIPLATFORM                    |
| 2015 | StarDrive 2                                                | Zer0sum Games                       | WIN                              |
| 2015 | Sid Meier’s Starships                                      | Firaxis Games                       | WIN                              |
| 2015 | Galactic Civilizations 3                                   | Stardock                            | WIN                              |
| 2015 | Worlds of Magic                                            | Wastelands Interactive              | WIN                              |
| 2015 | Galactic Inheritors                                        | Argonauts Interactive               | WIN                              |
| 2015 | Gates of Horizon                                           | Hex Keep                            | WIN, OSX, LIN                    |
| 2015 | Predestination                                             | Brain and Nerd Ltd                  | WIN                              |
| 2015 | Hegemony III: Clash of the Ancients                        | Longbow Games                       | WIN                              |
| 2016 | Stellar Monarch                                            | Silver Lemur Games                  | WIN                              |
| 2016 | Stellaris                                                  | Paradox Interactive                 | WIN, OSX, LIN, PS4               |
| 2016 | Falling Stars: War of Empires                              | Riveted Games                       | WIN                              |
| 2016 | Master of Orion: Conquer the Stars                         | NGD Studios                         | WIN, OSX, LIN                    |
| 2016 | Civilization VI                                            | Firaxis Games                       | WIN, OSX, LIN, PS4, X360, Switch |
| 2016 | Romance of the Three Kingdoms 13                           | Koei Games                          | WIN, PS4, Xbox 1                 |
| 2017 | Stars in Shadow                                            | Ashdar Games                        | WIN                              |
| 2017 | Crisis in the Kremlin (2017)                               | Kremlingames                        | WIN, OSX                         |
| 2017 | Thea: The Awakening                                        | MuHa Games                          | WIN, Xbox 1, PS4                 |
| 2017 | Endless Space 2                                            | Amplitude                           | WIN, OSX                         |
| 2017 | Dominions 5: Warriors of the Faith                         | Illwinter Game Design               | WIN, OSX, LIN                    |
| 2018 | Aggressors: Ancient Rome                                   | Kubat Software                      | WIN                              |
| 2018 | Warhammer 40,000: Gladius – Relics of War                  | Proxy Studios                       | WIN, OSX, LIN                    |
| 2019 | Burned Land                                                | Koya Game                           | WIN                              |
| 2019 | Interstellar Space: Genesis                                | Praxis Games                        | WIN                              |
| 2019 | Eonzee                                                     | Eonzee operating on ENIX Blockchain | WEB/Blockchain                   |
| 2020 | Imperiums: Greek Wars                                      | Kube Games                          | WIN                              |
| 2020 | Shadow Empire                                              | Matrix Games                        | WIN                              |
| 2020 | Old World                                                  | Mohawk Games                        | WIN                              |
| 2021 | Humankind                                                  | Amplitude Studios                   | WIN, OSX                         |

### Legende
| AMI   | Amiga                   |
| APPII | Apple II                |
| ATR   | Atari-Heimcomputer      |
| C64   | Commodore 64            |
| CROSS | Plattformunabhängig     |
| DC    | Dreamcast               |
| DOS   | DOS / MS-DOS            |
| FM7   | FM-7                    |
| FMT   | FM Towns                |
| GB    | Game Boy                |
| GEN   | Sega Mega Drive         |
| LIN   | Linux                   |
| MAC   | Macintosh / Mac OS      |
| MSX   | MSX                     |
| MSX2  | MSX-2                   |
| OSX   | Mac OS X / OS X / macOS |
| PBEM  | Play-by-E-Mail          |
| PC88  | PC-8800                 |
| PC98  | PC-9800                 |
| PS1   | PlayStation             |
| PS2   | PlayStation 2           |
| PSP   | PlayStation Portable    |
| S32X  | Sega 32X                |
| SAT   | Sega Saturn             |
| SCD   | Sega Mega-CD            |
| ST    | Atari ST                |
| WIN   | Windows                 |
| WIN9X | Windows 9x              |
| WINNT | Windows NT              |
| Wii   | Wii                     |
| WS    | WonderSwan              |
| X1    | Sharp X1                |
| X68K  | X68000                  |